# Myki
Myki, ofta skrivet myki, är ett elektroniskt biljettsystem för kollektivtrafik som används i delstaten Victoria i Australien. Mellan den 24 juni och 29 juli 2013 kommer Myki att lanseras på tågförbindelser mellan Melbourne och Seymour, Traralgon, Eaglehawk, Wendouree samt Marshall.